# 斑塊鬚蟾鰧
斑塊鬚蟾鰧（学名：Pogonophryne marmorata）為輻鰭魚綱鱸形目南極魚亞目阿氏龍鰧科的其中一種，分布於南冰洋海域，棲息深度140-1405公尺，體長可達21公分，為底棲性魚類，屬肉食性，生活習性不明。
其种加词“marmorata”意为“大理石纹的”。